# BRSK2
BRSK2 – gen kodujący białko kinazy białkowej serynowo-treoninowej. Gen BRSK2 (BR serine/threonine kinase 2), znany też jako PEN11B, C11orf7 i STK29, znajduje się w locus 11p15.5.